# St. Maria Magdalena (Gorzanów)

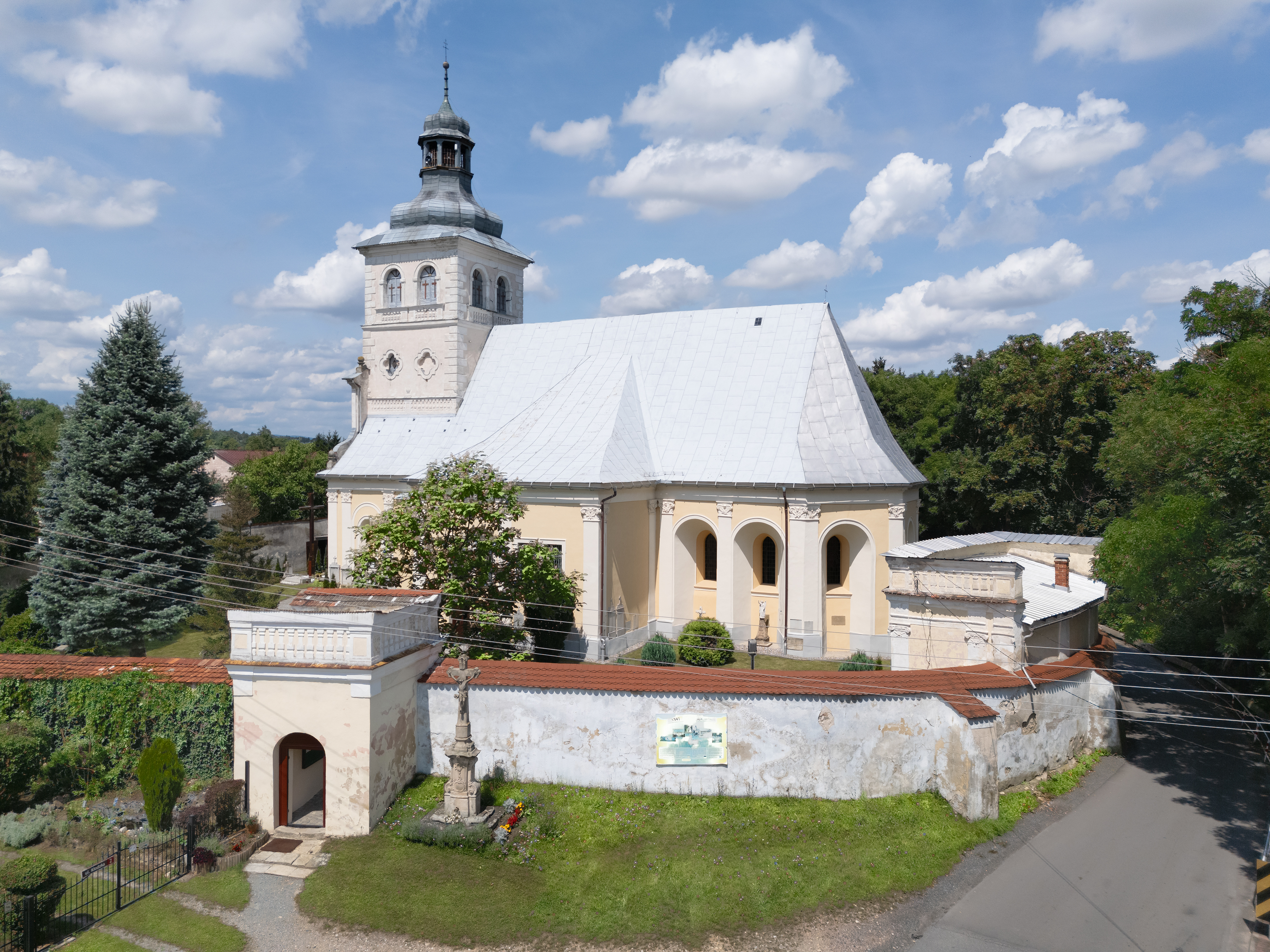
Maria Magdalena Grafenort

Die römisch-katholische Kirche St. Maria Magdalena (polnisch Kościół Św. Marii Magdaleny) in Gorzanów (deutsch Grafenort) im Powiat Kłodzki der Woiwodschaft Niederschlesien in Polen gilt als die erste barocke Kirche der historischen Grafschaft Glatz.

## Geschichte
Grafenort, das wie die Grafschaft Glatz von Anfang an zum Erzbistum Prag gehörte und in einem erzbischöflichen Verzeichnis schon 1384 eine Pfarrkirche hatte, die zuerst dem hl. Gregorius geweiht war. Das Kirchenpatronat gehörte dem böhmischen Landesherrn. 1336 wurde das Patronat den Glatzer Ständen übertragen. Da Grafenort bis ins 17. Jahrhundert aus mehreren Grundanteilen bestand, teilten sich die Grundherren das Patronat nach dem Anteil ihrer Besitzungen. Während der Reformation war die Grafenorter Kirche von 1570 bis 1623 evangelisches Gotteshaus. Bei Eroberung des Glatzer Landes durch die Kaiserlichen im Dreißigjährigen Krieg wurde der evangelische Pfarrer aus Grafenort vertrieben und der Zisterzienserpater Adam Sebastian Weiss aus dem Kloster Heinrichau als katholischer Geistlicher eingesetzt. Die Pfarrei Altlomnitz wurde wegen Priestermangel zur Filialkirche abgestuft und nach Grafenort eingepfarrt. Das Patronatsrecht lag nach 1624 beim jeweiligen Grundherrn der Herrschaft. 
Unter Johann Friedrich von Herberstein wurde die Kirche durch Carlo Lurago im Barockstil umgebaut und 1658 mit Erlaubnis des Prager Erzbischofs vom Breslauer Weihbischof Johann Balthasar Liesch von Hornau neu geweiht, und zwar der hl. Maria Magdalena. 1708 wurde die Kirche um die beiden Kapellen mit den Seitenaltären der Heiligen Familie und des hl. Josef ergänzt. Das Wappen der Herbersteins ist noch heute im Stuck über dem Chor zu sehen. Der Hochaltar mit dem Retabel und der Figur der hl. Maria Magdalena stammt aus dem Jahr 1786 und wird Michael Klahr d. J. zugeschrieben. 1755 verlor Grafenort seine Filialkirche Altlomnitz, die wieder zu einer selbstständigen Pfarrei erhoben wurde. Zugleich kam das Dorf Melling, bisher zu Rengersdorf gehörig, zur Pfarrei Grafenort. Letzter deutscher Pfarrer war von 1921 bis 1946 Josef Patra.